# Hygrolycosa
Hygrolycosa là một chi nhện trong họ Lycosidae.